# غريغوريو خواريز
غريغوريو خواريز (بالإنجليزية: Gregorio Juárez)‏ (و. 1800 – 1879 م) هو سياسي من نيكاراغوا .